# Giải bóng đá Hạng Nhì Quốc gia 2019
Giải bóng đá Hạng Nhì Quốc gia 2019 là mùa giải bóng đá lần thứ 23 của Giải bóng đá Hạng Nhì Quốc gia do VFF điều hành và quản lý giải đấu. Mùa giải bắt đầu từ ngày 11 tháng 5 và kết thúc ngày 16 tháng 8 năm 2019.

## Thông tin giải đấu
Liên đoàn bóng đá Việt Nam ban hành điều lệ Giải bóng đá Hạng Nhì Quốc gia 2019 vào ngày 18 tháng 3 năm 2019. Ngày 11 tháng 4 năm 2019 tại Trụ sở Liên đoàn bóng đá Việt Nam, quận Nam Từ Liêm, Hà Nội sẽ tiến hành bốc thăm, xếp lịch thi đấu cho giải bóng đá Hạng nhì Quốc gia 2019. Vòng loại sẽ diễn ra theo hai lượt; Lượt đi diễn ra từ ngày 11 tháng 5 đến ngày 10 tháng 6 năm 2019; lượt về diễn ra từ ngày 10 tháng 7 đến ngày 9 tháng 8 năm 2019. Vòng chung kết bao gồm 3 trận đấu diễn ra trong 4 ngày từ ngày 16 đến ngày 19 tháng 8 năm 2019.

## Thay đổi điều lệ
Trong mùa giải này, có 13 Đội bóng chia làm hai bảng để thi đấu vòng loại. Các Đội bóng thi đấu theo thể thức vòng tròn hai lượt đi và về (sân nhà và sân đối phương) để tính điểm, xếp hạng ở mỗi bảng. Chọn hai Đội bóng có thứ hạng cao nhất ở mỗi bảng vào thi đấu Vòng chung kết. 
- Trận 1: 1A vs 2B
- Trận 2: 1B vs 2A
- Trận Chung kết: Thắng trận 1 vs Thắng trận 2.

Đội thắng trận Chung kết sẽ xếp Hạng nhất giải bóng đá Hạng Nhì Quốc gia 2019, đội thua sẽ xếp Hạng nhì và 2 đội thua ở hai trận 1 và 2 sẽ xếp Hạng ba.
Cách thức tính điểm:
- Trận thắng: 3 điểm
- Trận hòa: 1 điểm

- Trận thua: 0 điểm

Tính tổng số điểm của các Đội đạt được để xếp thứ hạng.
Nếu có từ hai Đội trở lên bằng điểm nhau, thứ hạng các Đội sẽ được xác định như sau: trước hết sẽ tính kết quả của các trận đấu giữa các Đội đó với nhau theo thứ tự: 
- Tổng số điểm.
- Hiệu số của tổng số bàn thắng trừ tổng số bàn thua.
- Tổng số bàn thắng.
- Tổng số bàn thắng trên sân đối phương

Đội nào có chỉ số cao hơn sẽ xếp trên
Trường hợp các chỉ số trên bằng nhau, Ban tổ chức sẽ tiếp tục xét các chỉ số của tất cả các trận đấu trong giải theo thứ tự:
- Hiệu số của tổng số bàn thắng trừ tổng số bàn thua.
- Tổng số bàn thắng.
- Tổng số bàn thắng trên sân đối phương.

Đội nào có chỉ số cao hơn sẽ xếp trên.
Nếu các chỉ số vẫn bằng nhau, Ban tổ chức sẽ tổ chức bốc thăm để xác định thứ hạng của các Đội trong bảng (trong trường hợp chỉ có hai Đội có các chỉ số trên bằng nhau và còn thi đấu trên sân thì sẽ tiếp tục thi đá luân lưu 11m để xác định Đội xếp trên). Trong trường hợp việc xác định thứ hạng của các Đội bằng điểm nhau có ý nghĩa quyết định đến vị trí xếp thứ nhất, nhì hoặc xuống hạng ở mỗi bảng, Ban tổ chức có thể tổ chức thêm trận đấu loại trực tiếp (Play off) giữa các Đội để xác định thứ hạng, thời gian và địa điểm tổ chức trận đấu do BTC giải quyết định.

## Thay đổi đội bóng
Danh sách các đội bóng có sự thay đổi so với mùa giải 2018.
| Thăng hạng từ Giải Hạng Ba - 2018 - Trẻ Hà Nội - Trẻ SHB Đà Nẵng - Gia Định (Hoàng Sang TP.HCM chuyển giao) Xuống hạng từ V.League 2 - 2018 - Công An Nhân Dân | Xuống hạng đến Giải Hạng Ba - 2019 - Bến Tre (Không đủ điều kiện thi đấu) Thăng hạng lên V.League 2 - 2019 - Phố Hiến - Phù Đổng - An Giang |

## Các đội bóng
Ban đầu, giải dự kiến có sự tham dự của 14 đội, trong đó có 1 đội xuống hạng từ hạng Nhất quốc gia 2018 là Công An Nhân Dân, 10 đội hạng Nhì Quốc gia 2018 gồm: Nam Định, Kon Tum, Lâm Đồng, Sanvinest - Fishan - Khánh Hòa (đổi tên từ Fishsan Khánh Hòa), Bình Thuận, Bến Tre, Bà Rịa Vũng Tàu, Tiền Giang, Long An, Vĩnh Long và 3 đội hạng Ba Quốc gia 2018 được lên hạng là Trẻ Hà Nội, Trẻ SHB Đà Nẵng, Hoàng Sang Thành phố Hồ Chí Minh (đổi tên thành Gia Định).
Tuy nhiên, sau khi Bến Tre rút lui vì không có nhà tài trợ, VFF quyết định giữ nguyên lịch thi đấu ban đầu, hủy bỏ các trận đấu có đội bóng đá Bến Tre, danh sách các đội bóng tham dự giải chỉ còn 13 đội, chia làm hai bảng theo khu vực địa lý và đăng ký sân thi đấu của các đội, cụ thể như sau:
- Bảng A: Công An Nhân Dân, Sanvinest - Fishan - Khánh Hòa, Kon Tum, Lâm Đồng, Nam Định, Trẻ Hà Nội, Trẻ SHB Đà Nẵng.
- Bảng B: Bà Rịa Vũng Tàu, Bình Thuận, Gia Định, Long An, Tiền Giang, Vĩnh Long.

## Vòng loại
Tính đến ngày 9 tháng 8 năm 2019

### Bảng xếp hạng

#### Bảng A
| VT | Đội                         | ST | T | H | B | BT | BB | HS  | Đ  | Giành quyền hoặc xuống hạng |
| -- | --------------------------- | -- | - | - | - | -- | -- | --- | -- | --------------------------- |
| 1  | Trẻ Hà Nội                  | 12 | 7 | 4 | 1 | 30 | 9  | +21 | 25 | Lọt vào vòng chung kết      |
| 2  | Lâm Đồng                    | 12 | 7 | 3 | 2 | 19 | 8  | +11 | 24 | Lọt vào vòng chung kết      |
| 3  | Công An Nhân Dân            | 12 | 6 | 4 | 2 | 11 | 7  | +4  | 22 |                             |
| 4  | Trẻ SHB Đà Nẵng             | 12 | 2 | 7 | 3 | 15 | 14 | +1  | 13 |                             |
| 5  | Nam Định                    | 12 | 2 | 6 | 4 | 11 | 18 | −7  | 12 |                             |
| 6  | Kon Tum                     | 12 | 2 | 5 | 5 | 9  | 19 | −10 | 11 |                             |
| 7  | Sanvinest Fishsan Khánh Hòa | 12 | 0 | 3 | 9 | 7  | 27 | −20 | 3  |                             |

#### Bảng B
| VT | Đội             | ST | T | H | B | BT | BB | HS  | Đ  | Giành quyền hoặc xuống hạng |
| -- | --------------- | -- | - | - | - | -- | -- | --- | -- | --------------------------- |
| 1  | Bà Rịa Vũng Tàu | 10 | 9 | 0 | 1 | 23 | 6  | +17 | 27 | Lọt vào vòng chung kết      |
| 2  | Gia Định        | 10 | 6 | 2 | 2 | 19 | 13 | +6  | 20 | Lọt vào vòng chung kết      |
| 3  | Bình Thuận      | 10 | 4 | 4 | 2 | 19 | 17 | +2  | 16 |                             |
| 4  | Tiền Giang      | 10 | 2 | 4 | 4 | 10 | 13 | −3  | 10 |                             |
| 5  | Vĩnh Long       | 10 | 1 | 4 | 5 | 14 | 21 | −7  | 7  |                             |
| 6  | Long An B       | 10 | 0 | 2 | 8 | 11 | 26 | −15 | 2  | Xuống hạng Hạng ba 2020     |

## Vòng chung kết

### Vòng bán kết
| Trẻ Hà Nội         | 0–0      | Gia Định                                                                             |
| ------------------ | -------- | ------------------------------------------------------------------------------------ |
| Nguyễn Văn Học 47' | Chi tiết | Nguyễn Huy Hoàng 21' · Ngô Tấn Tài 28' · Huỳnh Trọng Nhân 43' · Lê Hoàng Anh 32' 82' |
| Loạt sút luân lưu  |          |                                                                                      |
|                    | 5-4      |                                                                                      |

| Bà Rịa Vũng Tàu                                                                | 3–1      | Lâm Đồng                               |
| ------------------------------------------------------------------------------ | -------- | -------------------------------------- |
| Huỳnh Tuấn Hùng 33' · Nguyễn Hải Anh 55' · Đỗ Tấn Thành 70' · Chu Văn Kiên 69' | Chi tiết | Đinh Thế Thuận 3' · Bùi Bình Dương 85' |

### Trận chung kết
| Trẻ Hà Nội          | 0–1      | Bà Rịa Vũng Tàu                                               |
| ------------------- | -------- | ------------------------------------------------------------- |
| Nguyễn Văn Ngọc 42' | Chi tiết | Nguyễn Hải Anh 79' · Nguyễn Văn Thái 10' · Phạm Hồng Định 77' |

Bà Rịa Vũng Tàu được thăng hạng lên chơi tại V.League 2 2020.